# Gregor Breinburg
Gregor Flanegin Breinburg (ur. 16 września 1991 w Arnhem) – arubański piłkarz holenderskiego pochodzenia grający na pozycji środkowego pomocnika w klubie ADO Den Haag.

## Kariera klubowa

### De Graafschap
Breinburg zadebiutował dla De Graafschap 22 września 2010 w starciu z FC Utrecht (1:1, przeg. 4:5 po rzutach karnych). Przez pierwsze 4 lata gry dla tego zespołu Arubańczyk zanotował dla niego 101 występów, nie strzelając ani jednego gola.
Breinburg wrócił do De Graafschap 1 lipca 2019. Pierwsze spotkanie po powrocie rozegrał 9 sierpnia 2019 przeciwko SC Cambuur (wyg. 2:0). Premierowego gola piłkarz ten strzelił 16 września 2019 w meczu z jego byłym klubem – NEC Nijmegen (1:1). Po powrocie do De Graafschap Arubańczyk wystąpił w jego barwach w 25 spotkaniach, zdobywając 2 bramki. Łącznie przez cały okres gry dla tego klubu Breinburg rozegrał dla niego 129 meczów i strzelił 2 gole.

### NEC Nijmegen
Breinburg przeniósł się do NEC Nijmegen 1 lipca 2014. Debiut dla tego zespołu zaliczył 10 sierpnia 2014 w wygranym 3:1 spotkaniu przeciwko FC Eindhoven. Pierwszego gola piłkarz ten strzelił .29 października 2015 w meczu ze Spartą Rotterdam (wyg. 4:0), notując dublet. Łącznie w barwach NEC Nijmegen Arubańczyk wystąpił w 144 spotkaniach, zdobywając 8 bramek.

### Sparta Rotterdam
Breinburg podpisał kontrakt ze Spartą Rotterdam 2 sierpnia 2018. Zadebiutował dla tego zespołu 24 sierpnia 2018 w starciu z FC Volendam (wyg. 2:0). Łącznie Arubańczyk rozegrał dla Sparty Rotterdam 20 meczów, nie strzelając żadnego gola.

### ADO Den Haag
Breinburg trafił do ADO Den Haag 6 sierpnia 2021. Debiut dla tego klubu zaliczył 8 sierpnia 2021 w wygranym 2:0 spotkaniu przeciwko rezerwowej drużynie Ajaxu Amsterdam.

## Kariera reprezentacyjna
Breinburg zadebiutował w reprezentacji Aruby 11 czerwca 2015 roku w meczu z reprezentacją Barbadosu (przeg. 0:2). Do 7 maja 2015 roku w reprezentacji Aruby piłkarz ten wystąpił 13 razy, strzelając jednego gola.
| Nr. | Przeciwko | Ranga                 | Data              | Ilość | Wynik końcowy meczu (czer. przegrane) |
| --- | --------- | --------------------- | ----------------- | ----- | ------------------------------------- |
| 1   | Gujana    | Liga Narodów CONCACAF | 16 listopada 2019 | 1     | 4:2                                   |

## Sukcesy
Sukcesy w karierze klubowej:
- Eerste divisie – 1x, z NEC Nijmegen, sezon 2014/2015
- Eerste divisie – 1x, ze Spartą Rotterdam, sezon 2018/2019